# Jerzy Tomaszewski
Jerzy Tomaszewski (Varsovia, c. 1924 – Varsovia, 26 de enero de 2016), nombre de guerra Jur, fue un fotógrafo, artista y reportero polaco de la Segunda Guerra Mundial, galardonado con la Orden Polonia Restituta por el presidente Lech Kaczyński.
Tomaszewski es mejor conocido por las aproximadamente 1000 fotografías que tomó en 1944 durante el Alzamiento de Varsovia. La Oficina clandestina de Información y Propaganda (BIP) polaca le asignó la tarea de documentar la batalla. Fotografió en los distritos de Powiśle, Śródmieście y Wola hasta que fue herido el 6 de septiembre de 1944. La última fotografía que tomó fue de varios cadáveres tirados en las calles del casco antiguo.

## Biografía
En 1940, cuando apenas tenía 16 años, completó un curso clandestino de fotografía en Varsovia. La Armia Krajowa lo transfirió al estudio «Fotoris» en el centro de Varsovia, que era una popular tienda de procesamiento de fotografías alemana; Allí ya había una célula clandestina polaca. Su trabajo consistía en copiar las fotografías alemanas en microfilme (incluidas fotografías de ejecuciones) y sacarlas al exterior. Luego los microfilmes eran pasados de contrabando a Londres, donde el gobierno polaco en el exilio siguió publicando pruebas de los numerosos crímenes de guerra cometidos por la Alemania nazi en Polonia y la Unión Soviética. En 1943, la Gestapo rastreó las pruebas hasta el estudio «Fotoris». Tomaszewski escapó junto con Mieczysław Kucharski. El director del estudio, el ingeniero Andrzej Honowski, fue emboscado y murió en la lucha con la Gestapo. Se ocultó, pero siguió trabajando en un laboratorio clandestino en la calle Chmielna hasta que estalló el levantamiento de Varsovia. Aquí obtuvo la ahora icónica fotografía del asesinato en masa de judíos en el pueblo de Ivanhorod por parte de las SS.
Durante el Alzamiento, fue uno de las decenas de fotógrafos polacos que documentaron la batalla. Bajo intenso fuego, solía extender la mano con la cámara y disparar sin mostrar la cabeza. Sin embargo, resultó gravemente herido y acabó en un campo de prisioneros en Pruszków. Regresó a Varsovia en febrero de 1945 pensando que su enorme archivo se había perdido. Durante años se negó a tomar fotografías hasta que un día el antiguo mensajero Wacława Zawadzka descubrió los rollos de película que tomaba escondidos en un contenedor de metal. Alrededor de 600 negativos todavía estaban en muy buen estado. En 1977 se organizó por primera vez una gran exposición de sus fotografías en Varsovia. Dos años más tarde, publicó su innovadora fotoantología titulada Epizody Powstania Warszawskiego (Episodios del Alzamiento de Varsovia).
El 29 de julio de 2007, el presidente Lech Kaczyński le concedió la Cruz de Oficial de la Orden Polonia Restituta. En el último período de su vida dirigió la Fundación «Nie Zapomnieliśmy» (no lo hemos olvidado), el Centro para la Popularización de la Historia de la Segunda Guerra y la Ocupación de Polonia. Su funeral tuvo lugar el 30 de enero de 2016 en la iglesia parroquial de Kamionna.
Jerzy Tomaszewski es hermano del artista Stanisław Miedza-Tomaszewski (también miembro de la resistencia polaca durante la Segunda Guerra Mundial).

## Algunas de sus fotografías

Fotografías del alzamiento de Varsovia tomadas por Tomaszewski
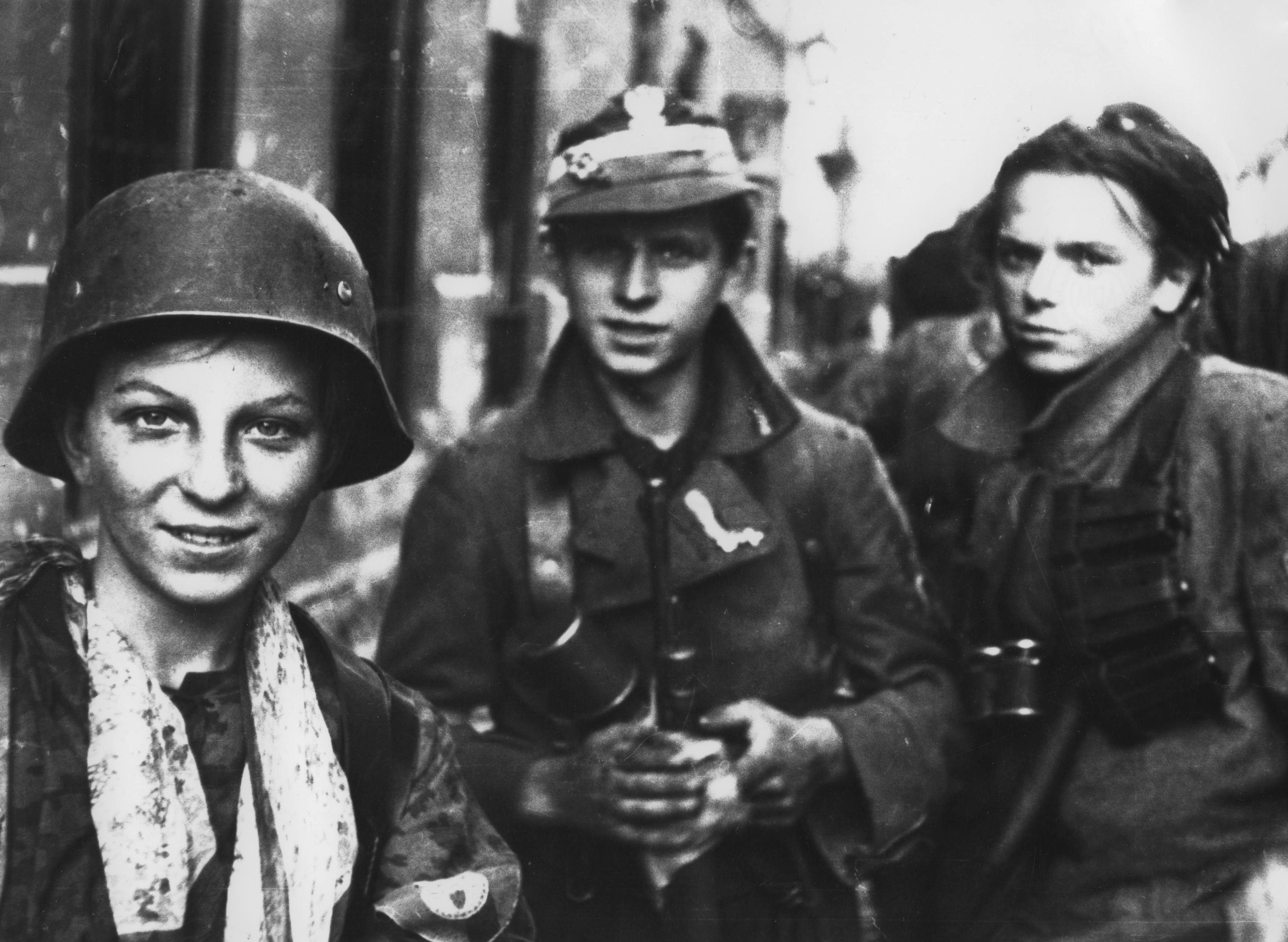
Szare Szeregi
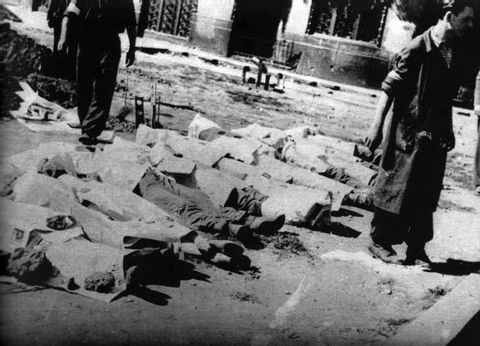
Calle Jasna
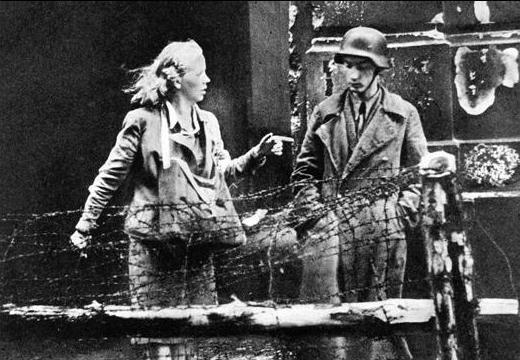
Las nuevas órdenes
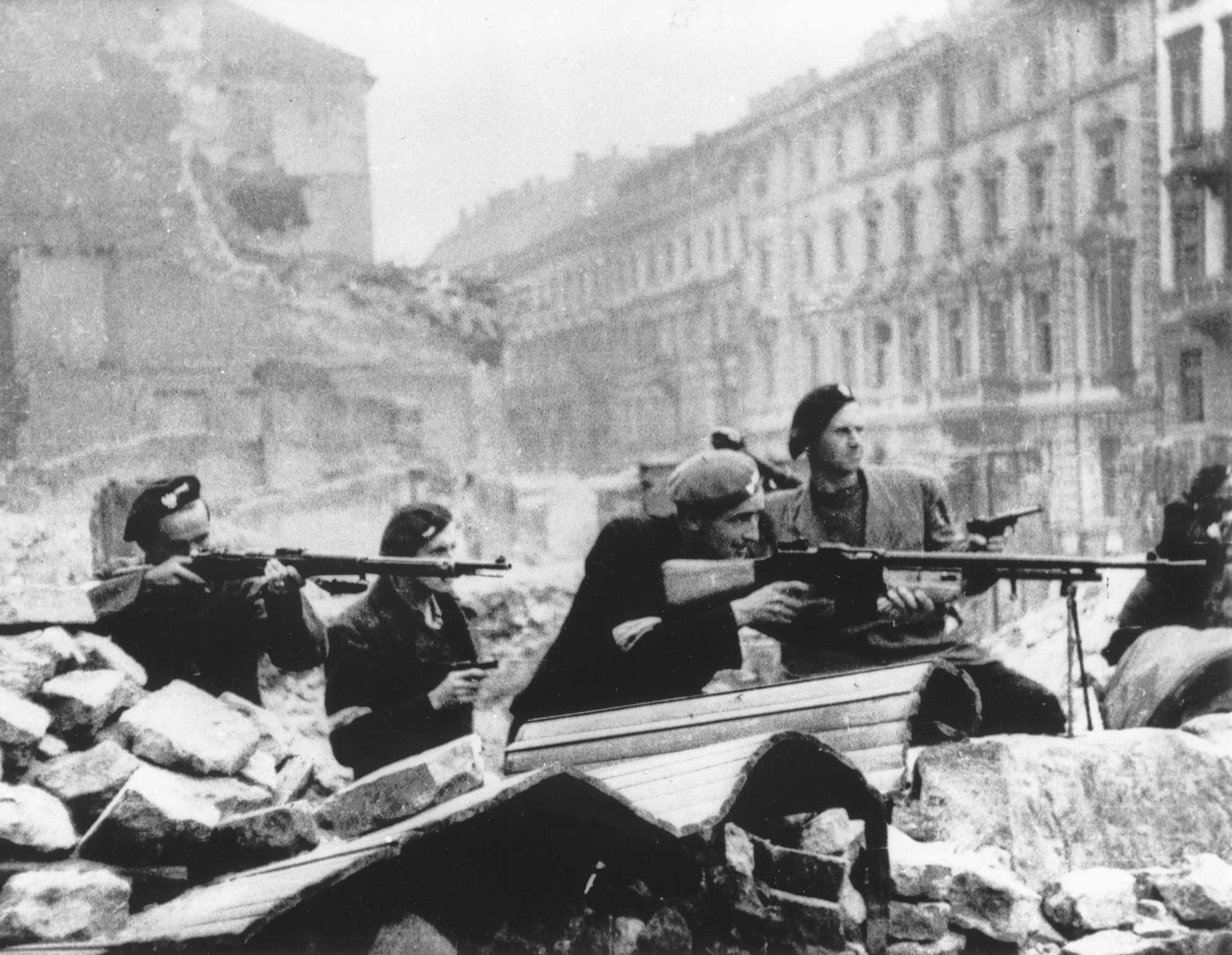
Calle Mazowiecka
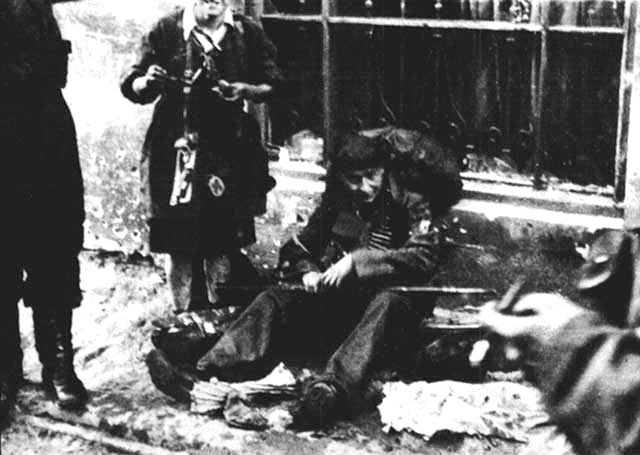
Calle Warecka
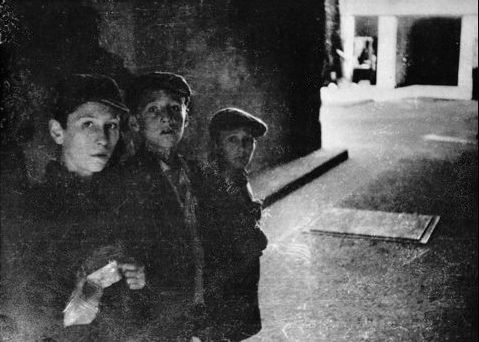
Niños
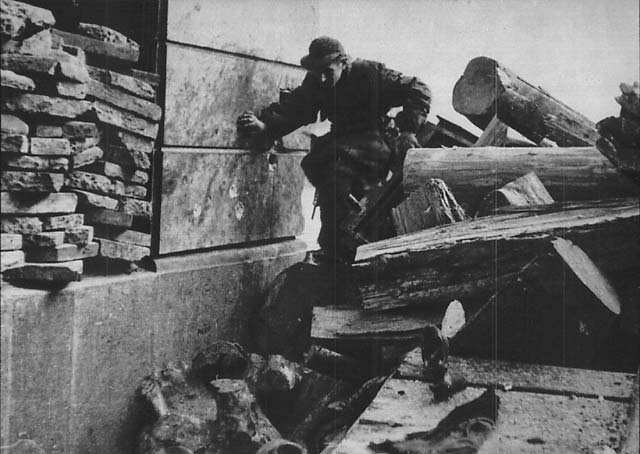
Calle Warecka
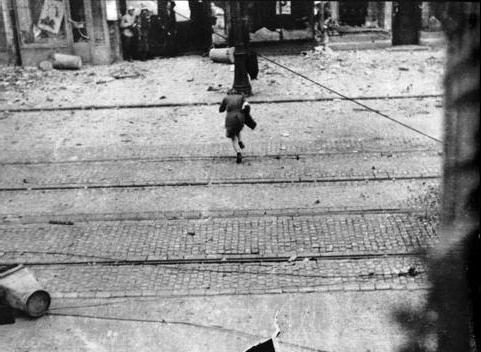
Mensajeros en un cruce
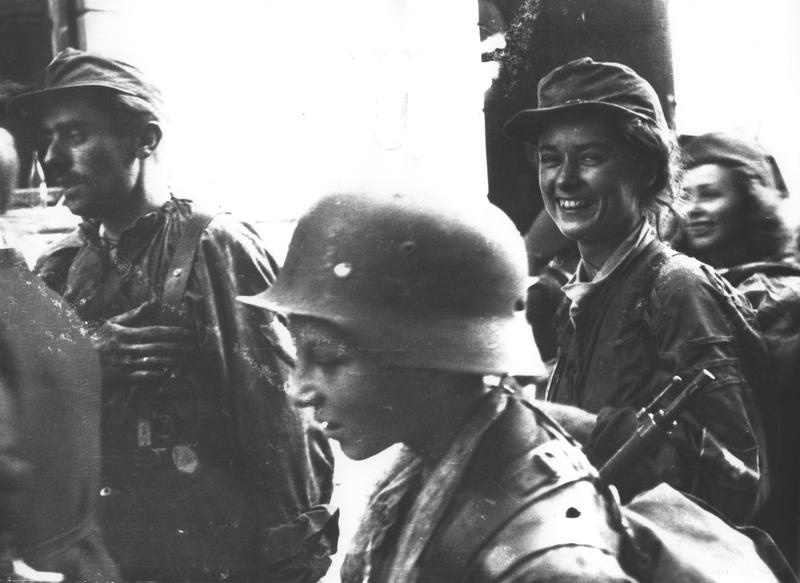
Calle Warecka